# Національні збори Польщі
Національні збори Польщі (пол. Zgromadzenie Narodowe Polski) — двопалатний парламент Польщі. Складається з верхньої палати — сенату та нижньої — сейму. Обидві палати проводять засідання окремо, за винятком візитів голів держав або святкування важливих подій.
У роки 1922—1935 і 1989—1990 Національні збори обирали Президента Польщі абсолютною більшістю голосів. У 1935 році він обирався зборами виборців, які складалися з Маршала сенату (як президента зборів виборців), Маршала сейму, прем'єр-міністра, голови Верховного суду, Генерального інспектора Збройних Сил, 50 виборців, обраних сеймом, і 25 виборців, обраних сенатом. У 1946 сенат був скасований. Тому Болеслав Берут був обраний Президентом у 1947 тільки сеймом. У 1952—1989 не було президентів. У 1989 році сенат був відновлений, в тому ж році Президентом був обраний Войцех Ярузельський. З 1990 президент обирається народом. Та проте, тільки національні збори можуть відправити Президента у відставку. З 1992 до 1997 національні збори розробили нову Конституцію, яка була схвалена на всенародному референдумі 25 травня 1997.

## Галерея

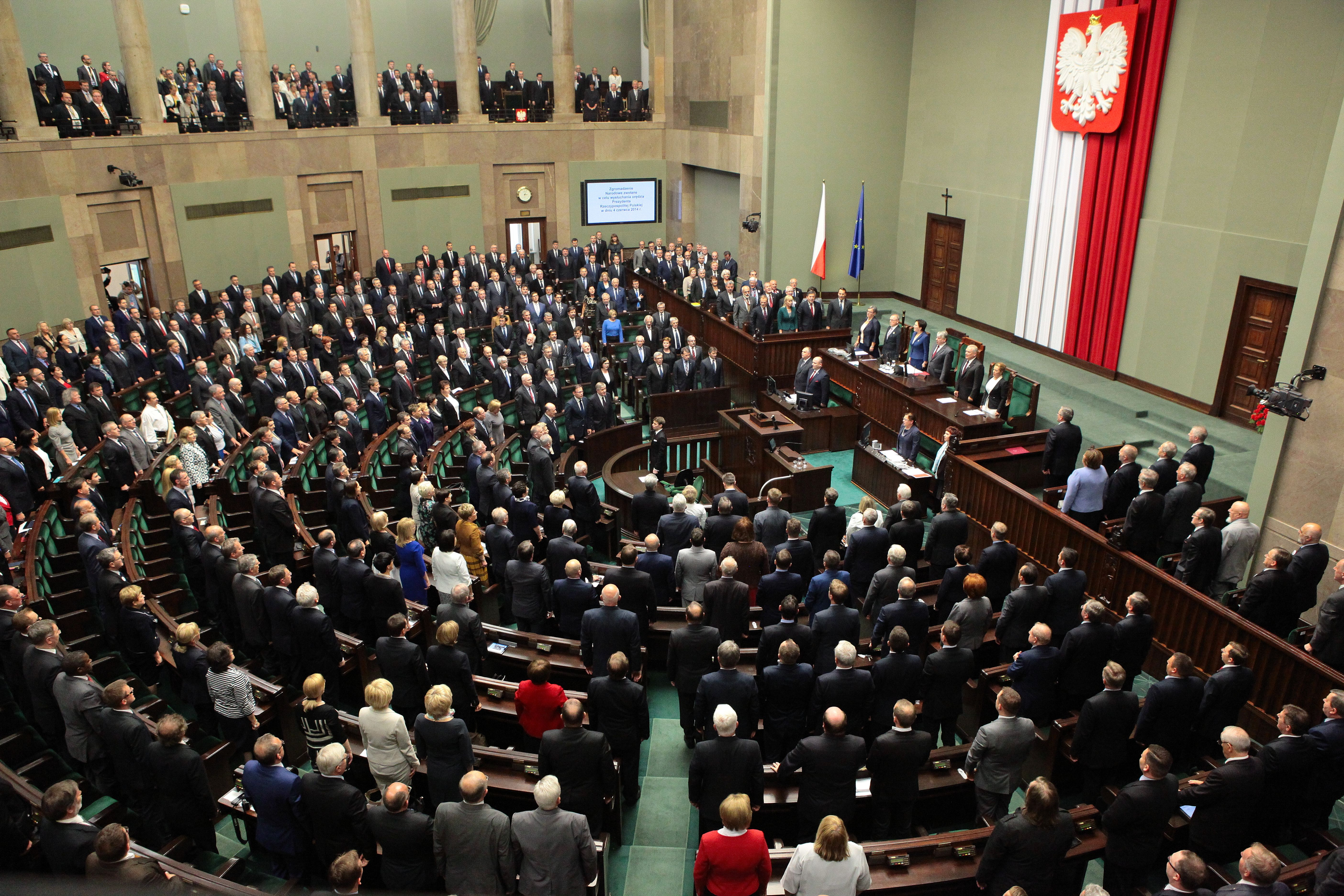
Відкриття засідання національних зборів 4 червня 2014
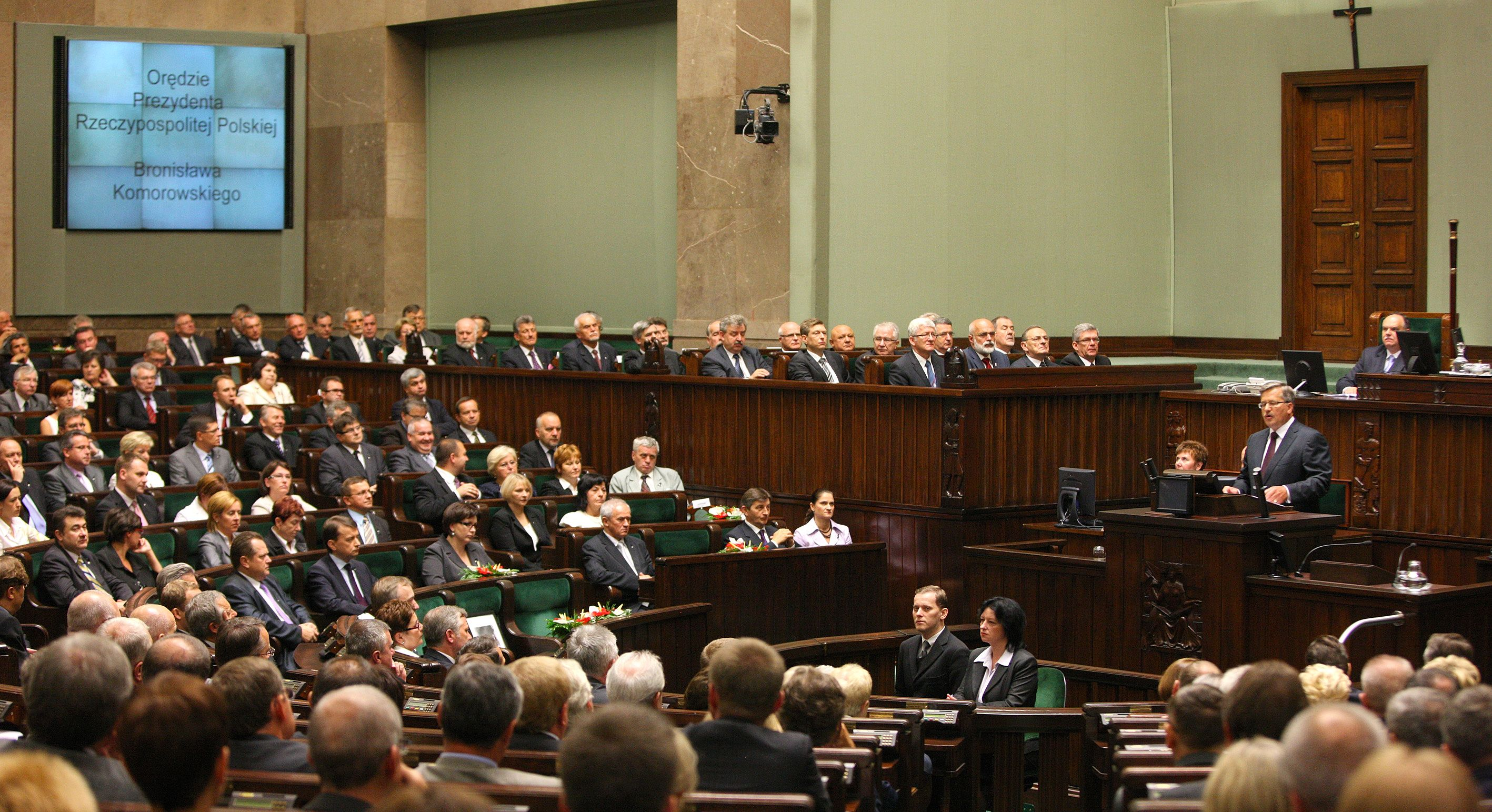
Президент Броніслав Коморовський виступає в національних зборах, 6 серпня 2010
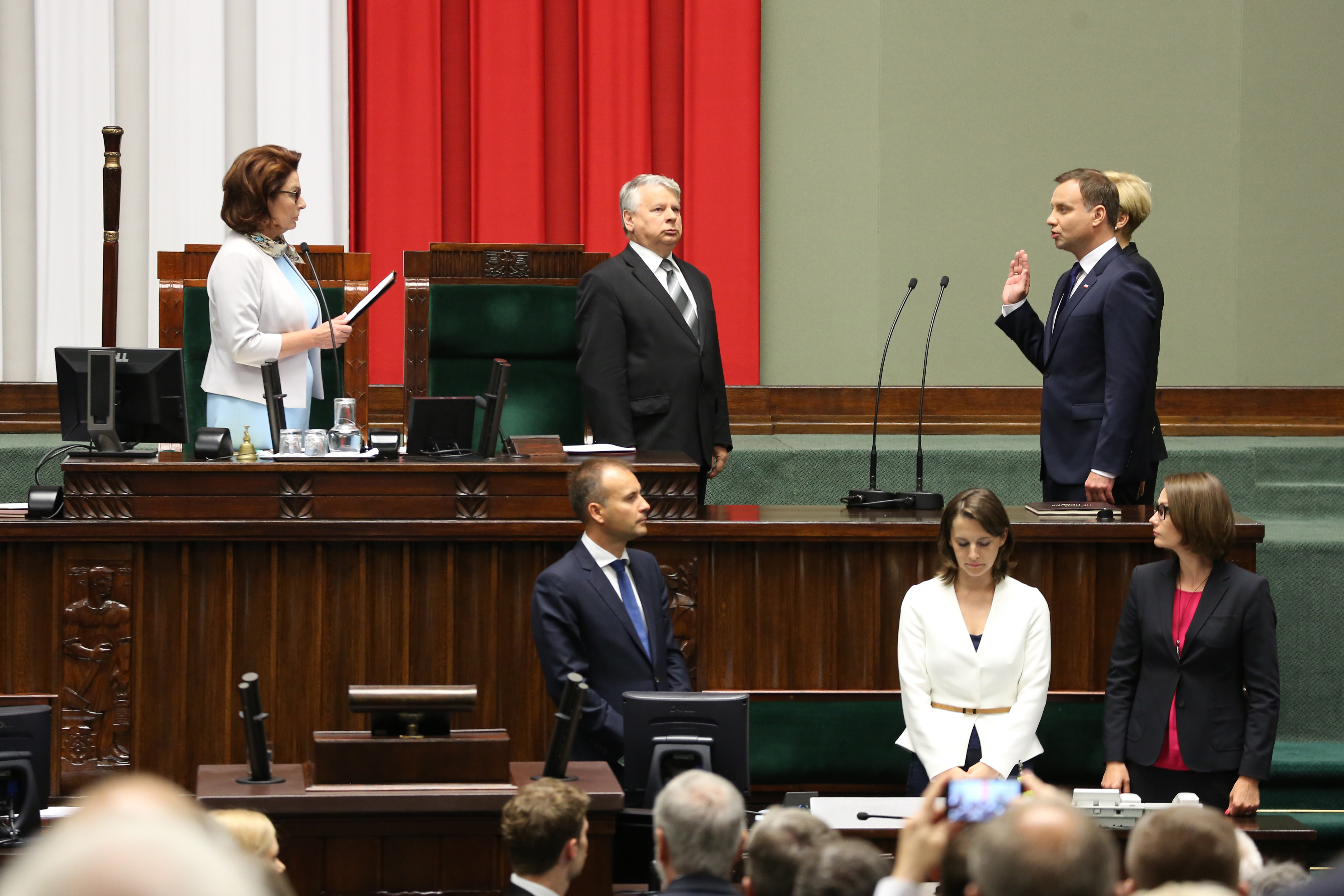
Президент Анджей Дуда, що складає присягу перед національними зборами, 6 серпня 2015